# طبقات اللغات الصورية

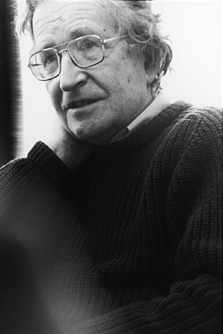

تنقسم اللغات الصورية إلى أربع طبقات بالنسبة إلى النحو الصوري. الأولى اللغات القياسية ثم اللغات المطلقة ثم المقيدة ثم المحصورة.